# Saison 3 de The Mandalorian
Chronologie
Le Livre de Boba Fett Ahsoka
La troisième saison de The Mandalorian est constituée de huit épisodes. Créée par Jon Favreau, cette série située  « Il y a bien longtemps, dans une galaxie lointaine, très lointaine », se déroule en  l'an 9 après BY, après l'épisode VI, Le Retour du Jedi (an 4 après BY), et 25 ans avant Le Réveil de la Force (an 34 après BY), de la série de films Star Wars. L’histoire raconte les aventures d'un mercenaire mandalorien au-delà des territoires contrôlés par la Nouvelle République. Il protège et s'occupe d'un enfant nommé Grogu, qui est sensible à la Force et qui est de la même espèce que Yoda. En sa compagnie, il mène une nouvelle quête pour retrouver son statut de Mandalorien qu'il a (selon le credo de son clan) perdu en retirant son casque. Il doit pour cela se rendre sur la planète Mandalore qui a été totalement détruite et que l'on dit empoisonnée. Aidé par Bo-Katan Kryze, il parvient à réintégrer son clan, puis aide cette dernière à tenter de réunifier l'ensemble du peuple mandalorien et à reconquérir leur planète. 
Elle commence sur Disney+ avec l'épisode L'Apostat, diffusé le 1er mars 2023. Les épisodes sortent au rythme d'un par semaine jusqu'au 19 avril. Elle n'est pas la suite directe de la saison 2, mais de la mini-série Le Livre de Boba Fett qui se déroule entre les deux saisons.

## Synopsis
Depuis que Grogu est revenu à ses côtés, Din Djarin voyage en sa compagnie. Il est informé par l'armurière mandalorienne que la seule façon pour lui de « redevenir un mandalorien » (après qu'il soit devenu un « apostat » en retirant son casque volontairement) est d'aller se baigner dans les eaux sacrées d'une mine de la planète Mandalore. Cette planète a été littéralement pulvérisée et rendue impropre à la vie au cours d'une guerre passée face aux forces impériales. Mais Din Djarin décide de s'y rendre coûte que coûte. Après moult péripéties, il parvient avec l'aide de Bo-Katan Kryze qui lui sauve la vie, à se baigner dans ces eaux vivantes, et à réintégrer son clan... Il va ensuite accompagner Bo-Katan dans son parcours vers l'unification de tous les peuples de Mandalore et la reconquête de leur planète.

## Distribution

### Principaux
- Pedro Pascal (VF : Dominique Guillo) : Le Mandalorien / Din Djarin[1]
- Katee Sackhoff (VF : Chantal Baroin) : Bo-Katan Kryze[2]
- Giancarlo Esposito (VF : Serge Faliu) : Moff Gideon
- Carl Weathers (VF : Rody Benghezala) : haut magistrat Greef Karga[3]
- Tait Fletcher (VF : Jérémie Bédrune) : Paz Vizsla
- Katy M. O’Brian (VF : Emmanuelle Bodin) : Elia Kane
- Simon Kassianides (VF : David Brécourt) : commandant Axe Woves
- Taika Waititi (VF : Stéphane Ronchewski) : IG-11

### Récurrents
- Emily Swallow (VF : Audrey Sourdive) : l'armurière mandalorienne
- Mercedes Varnado (VF : Lauryanne Philippe) : Koska Reeves

### Invités
- Wesley Kimmel (VF : Jim d'Oultremont) : Ragnar (épisodes 1 et 4)
- Marti Matulis (VF : Arnaud Arbessier) : Vane (voix - épisodes 1 et 5)
- Nonso Anozie (VF : Bruno Magne) : capitaine Gorian Shard (voix - épisodes 1 et 5)
- Amy Sedaris (VF : Laurence Crouzet) : Peli Motto (épisode 2)
- Omid Abtahi (VF : Nessym Guetat) : Dr Pershing (épisode 3)
- Jason Chu (VF : Laurent Gris) : le juge mandalorien (épisode 4)
- Ahmed Best (VF : Olivier Bénard) : Kelleran Beq (épisode 4)
- Temuera Morrison (VF : Swan Demarsan) : les soldats clones (épisode 4)
- Paul Sun-Hyung Lee (VF : Guillaume Beaujolais) : capitaine Carson Teva (épisodes 5 et 7)
- Tim Meadows (VF : Sydney Kotto) : colonel Tuttle (épisode 5)
- Steven Blum (VF : Olivier Cuvellier) : Zeb Orrelios (épisode 5)
- Joanna Bennett (VF : Céline Mauge) : commandant Shuggoth (épisode 6)
- Harry Holland (VF : Guillaume Pévée) : vice-roi Mon Calamari (épisode 6)
- Jack Black (VF : Philippe Bozo) : le capitaine Bombardier (épisode 6)
- Lizzo (VF : Corinne Wellong) : la Duchesse (épisode 6)
- Christopher Lloyd (VF : Jean Barney) : commissaire Helgait (épisode 6)
- Xander Berkeley (VF : Franck Dacquin) : capitaine Gilad Pellaeon (épisode 7)
- Brian Gleeson (VF : Sylvain Agaësse) : commandant Brendol Hux (épisode 7)
- Charles Parnell (VF : Frantz Confiac) : le chef des survivants (épisodes 7 et 8)
- Charles Baker (VF : Bertrand Liebert) : le navigateur survivant (épisodes 7 et 8)

## Liste des épisodes

### Chapitre 17:L'Apostat
- Mondial : 1er mars 2023 sur Disney+

Une cérémonie d'intronisation d'un adolescent mandalorien, avec remise de son casque par l'Armurière, se déroule sur une plage à la sortie d'une grotte. Subitement, un gigantesque monstre des mers en émerge, dévorant quelques mandaloriens et mettant à mal les nombreux autres guerriers mandaloriens qui prenaient part à la cérémonie, et qui n'arrivent pas à le maîtriser.  Din Djarin arrive sur les lieux à bord de son nouveau vaisseau, en compagnie de Grogu. Il bombarde le monstre et l'abat. Il se rend par la suite dans la forge de l'Armurière qui lui rappelle qu'il n'est plus un mandalorien dès lors qu'il a retiré son casque, et pire, qu'il l'a fait volontairement. Din Djarin assure qu'il peut trouver le chemin de la rédemption s'il parvient à retourner sur la planète Mandalore et à se baigner dans les « eaux vivantes »  sous les mines. L'Armurière, qui pense que la mine n'existe plus et que la surface de la planète a été cristallisée et contaminée, acquiesce cependant en reconnaissant que « Telle est la voie. » 

### Chapitre 18:Les Mines de Mandalore
- Mondial : 8 mars 2023 sur Disney+

Din Djarin et Grogu se rendent sur Tatooine pour retrouver leur amie Peli Motto : Mando espère qu'elle l'aidera à trouver la carte mémoire qui lui permettra de réanimer le droïde IG-11. Elle s'adresse aux Jawas qui confirment que cette pièce est introuvable. 
Peli Motto lui propose de lui vendre un « astromech » de type R5-D4, qui paraît fort peureux, mais Mando doit accepter à contrecœur. À bord de son chasseur N-1, il fait un saut vers le système de Mandalore et traverse l'atmosphère viciée de la planète qui a subi ce qu'il nomme « la Purge », surface cristallisée par les bombes à fusion de l'Empire. Une fois posé, il envoie R5-D4 scanner la planète, mais le droïde disparaît. Mando sort de son vaisseau et entre dans une grotte où il est attaqué par des Alamites : il les élimine tous avec le Sabre Noir. Puis, Din Djarin dépressurise son casque, constatant que l'air de Mandalore reste respirable.  

### Chapitre 19:Le Converti
- Mondial : 15 mars 2023 sur Disney+

Sorti des eaux vivantes par Bo-Katan, Din Djarin revient à lui. Il récupère un échantillon des eaux pour prouver qu'il s'y est bien baigné et qu'il a gagné sa « rédemption ». Bo-Katan, troublée par la vision du Mythosaure, interroge Mando pour savoir s'il a vu quelque chose, il répond que non et elle ne lui en dit pas plus. Ils repartent à bord de son vaisseau vers Kalevala quand ils sont attaqués par une escadrille d'intercepteurs TIE. Bo-Katan fonce dans l'atmosphère de sa planète, s'approche de son palais et largue Din Djarin qui peut sauter dans son chasseur N-1, décoller et prendre part au combat. À eux deux, ils éliminent tous les intercepteurs, mais des bombardiers TIE arrivent et détruisent le palais de Bo-Katan. Tous deux parviennent ensuite à sauter dans l'hyperespace avant d'être submergés par la flotte ennemie.  
Sur Coruscant, le docteur Pershing, qui tentait d'exploiter les midi-chloriens de Grogu sous les ordres de Moff Gideon, suit un programme de réhabilitation sous les auspices de la Nouvelle République. Il est le « scientifique amnistie L52 ». Dans les quartiers du programme de réhabilitation, il reconnaît l'officier amnistie G68, qui n'est autre que Elia Kane, ancienne officier supérieure chargée des communications sous les ordres du Moff Gideon. Elle parvient à le convaincre que bien que cela est interdit par la Nouvelle République, il devrait poursuivre ses recherches sur le clonage. Pour cela, elle l'emmène à l'extérieur de la Capitale, dans les « chantiers navals » où gisent les carcasses des vaisseaux impériaux ; en pénétrant à l'intérieur d'une épave, ils accèdent à son laboratoire et Pershing récupère dans une mallette tous les outils dont il a besoin pour poursuivre ses recherches. Mais en sortant de l'épave, ils sont arrêtés par les forces de l'ordre. Elia Kane ramasse sa mallette, puis il est menotté et emmené. Pershing, attaché sur un lit, doit subir le programme allégé de « fouet mental », pour éliminer toute pensée soutenant les idéaux de l'Empire. Il s'aperçoit qu'il a été piégé par Elia Kane qui suit le sort qui lui est réservé derrière une vitre. Laissée seule, elle pousse le bouton de contrôle de ce fouet mental au maximum, mettant Pershing sous la torture.

### Chapitre 20:L’Orphelin
- Mondial : 22 mars 2023 sur Disney+

Sur leur planète-refuge, tous les Mandaloriens du clan auquel appartient Din Djarin et désormais Bo-Katan, sont à l'entraînement, y compris les enfants. Mando veut que Grogu participe à cet entraînement, et il défie donc un jeune au « jeu des fléchettes », celui qui touche le plus son adversaire ayant gagné. D'abord sans réaction face aux tirs de son rival, Grogu se projette en l'air, le contourne, revient devant lui et décoche trois flèches d'un coup, pour être désigné vainqueur. À ce moment, un monstre ressemblant à un Ptérosaure géant arrive par les airs, et attrape avec ses pattes l'enfant que vient de battre Grogu, qui s'avère être Ragnar, le fils de Paz Vizsla. Le monstre s'échappe, poursuivi par Paz, Din Djarin et d'autres Mandaloriens, mais il vole loin jusqu'à son repaire, et leurs jetpacks tombent à court de carburant avant de pouvoir continuer à le suivre. Arrive alors Bo-Katan aux commandes de son chasseur qui suit le monstre jusqu'à son nid situé tout en haut d'un pic, mais qui ne peut sauver Ragnar.  
De retour à leur campement, les Mandaloriens mettent en place un plan pour aller récupérer l'enfant, une escouade commandée par Bo-Katan, avec Paz Vizsla et Din Djarin, s'envole à bord de son vaisseau, lequel se pose au pied du pic. Ils bivouaquent puis se lancent dans son escalade, sachant qu'ils ne peuvent utiliser leurs jetpacks au risque d'être repérés par l'oiseau géant. Pendant ce temps, l'Armurière emmène Grogu dans sa forge et lui fabrique une pièce d'armure ornée du symbole du Mudhorn. Pendant qu'elle frappe le Beskar, Grogu revit par flashbacks le souvenir douloureux de son évacuation mouvementée du Temple Jedi de Coruscant au moment de l'exécution de l'ordre 66, sauvé par le Maître Jedi Kelleran Beq. 
Bo-Katan et l'escouade de Mandaloriens terminent leur ascension et arrivent sur un nid géant au sommet du pic. Din Djarin repère une source de chaleur, et Paz Vizsla se précipite pour récupérer son fils. Toutefois, il s'agit en réalité des trois bébés du monstre, qui apparaît et déglutine l'enfant encore en vie pour leur donner à manger. Les Mandaloriens tentent de s'interposer, le monstre attrape Paz Vizsla dans sa gueule, et Ragnar dans ses pattes ; il s'envole, poursuivi par les Mandaloriens. Un combat aérien s'ensuit, au terme duquel le monstre relâche Paz Vizsla, puis Ragnar, qui tombe dans le vide et que Din Djarin récupère de justesse. Le monstre s'écrase dans un lac et est immédiatement happé par une créature deux fois plus grosse, (l'espèce de crocodile vue dans l'épisode 17). 

### Chapitre 21:Le Pirate
- Mondial : 29 mars 2023 sur Disney+

Le Roi Pirate Gorian Shard et ses sbires positionnent leur imposant vaisseau au-dessus de la ville principale de la planète Nevarro dirigée par le Haut Magistrat Greef Karga qui se voit menacé : soit il se rend, soit la destruction attend sa ville. Karga argue qu'il est sous la protection de la Nouvelle République, mais Shard rétorque à raison qu'il bluffe, et commence à bombarder Nevarro. Partant mettre la population à l'abri, Karga adresse un message de détresse au capitaine Teva de la flotte de X-Wings de la Nouvelle République, sur la base Adelphi. Teva veut aider Nevarro contre les pirates de Shard qui ont pris possession de l'astroport et de la ville, et il décide de se rendre en personne sur Coruscant afin d'obtenir de ses supérieurs l'autorisation d'intervenir. Arrivé dans les locaux de l'armée, il parvient dans le bureau de son colonel, mais la trouble Elia Kane (l'« amnistie G68 », voire épisode 19) vient participer à la discussion. Elle argumente en défaveur d'une intervention sur une planète de la bordure extérieure qui n'a même pas signé la Charte de la Nouvelle République. Teva repart donc bredouille. 
Grâce à l'ancien droïde de la Rébellion R5-D4 désormais en possession de Din Djarin, Teva localise sans problème la planète-refuge du clan mandalorien et y pose son X-Wing. Il relaye le message de détresse de Greef Karga et argue qu'il y a autre chose, le retour de l'Empire qui se prépare, et que tout est lié, l'attaque des pirates sur Nevarro comprise. Il repart, Din Djarin réunit le clan et explique que Karga, l'ancien leader des chasseurs de primes, est devenu son ami et qu'il doit aller l'aider. Paz Vizsla prend la parole, se souvient du carnage dans les égouts de Nevarro où vivait le clan, provoqué par les troupes impériales et dit qu'ils doivent prendre les armes avec Din Djarin et Bo-Katan. 
Le clan mandalorien embarque à bord du vaisseau de classe Kom'rk de Bo-Katan et part à l'assaut des pirates qui ont pris possession de Nevarro. Din Djarin, à bord de son chasseur N-1, attaque seul le vaisseau de Gorian Shard qui envoie ses chasseurs, dont l'un d'eux, Vane, a un compte à régler avec Mando, (voire épisode 19). 
Cela permet à Bo-Katan de déposer les Mandaloriens sur Nevarro avant de s'en prendre à son tour au vaisseau pirate. Ainsi commence la bataille au sol, alors que les chasseurs se retrouvent rapidement dépassés par les pilotages de Din Djarin et Bo-Katan ; Vane abandonne Gorian Shard et prend la fuite. Au sol, les Mandaloriens tombent dans une série d'embuscades qu'ils réussissent à déjouer.
Au terme d'un combat intense, au sol et dans les airs, ils viennent à bout des ennemis bien plus nombreux qu'eux ; les pirates survivants se rendent et Din Djarin et Bo-Katan détruisent le dernier moteur du vaisseau ennemi, le vaisseau de Gorian Shard explose et s'écrase au sol, tuant Shard et tous les pirates présents à bord. Pour remercier les Mandaloriens, Greef Karga leur offre de vastes terres sur Nevarro où ils vont pouvoir s'établir au grand jour. Retournée dans la forge où elle officiait précédemment dans le réseau d'égouts, l'Armurière convoque Bo-Katan. Seule à seule, elle lui demande subitement de retirer son casque. Elle lui explique que le fait qu'elle a vu le Mythosaure est le signe d'une nouvelle ère et qu'il lui revient d'unifier à nouveau le peuple de Mandalore, « les deux mondes », ceux qui suivent la voie et le crédo, ceux qui s'en sont écartés. Les deux femmes reviennent au milieu des membres du clan, interloqués à la vue de Bo-Katan à visage découvert. L'Armurière expose la tâche qui revient désormais à Bo-Katan : réunifier Mandalore. 

### Chapitre 22:Les Mercenaires
- Mondial : 5 avril 2023 sur Disney+

L'armée des Mandaloriens qui a abandonné Bo-Katan et qui possède l'imposante flotte impériale précédemment volée par ses soins sous les ordres de leur leader déchue, agit désormais comme une compagnie de mercenaires à travers la galaxie. Leur chef est Axe Woves. À bord d'un croiseur impérial, ils interceptent un vaisseau commandé par une capitaine Quarren, avec qui un prince Mon Calamari amoureux d'elle a pris la fuite. Payés par son père souverain Mon Calamari, ils accomplissent diplomatiquement mais fermement la mission consistant à ramener le prince chez lui. Din Djarin, Bo-Katan et Grogu atterrissent sur la planète Plazir-15 située dans la bordure extérieure, et où est établie une démocratie. Là-bas, ils savent que se trouve le groupe d'Axe Woves. Ils sont accueillis par le Capitaine Bombardier et sa compagne la Duchesse, maîtres des lieux. 
Avant que ces derniers accèdent à leur requête de rencontrer leurs protecteurs mandaloriens, ils demandent à Mando et Bo-Katan de régler pour eux une situation délicate : de nombreux anciens droïdes impériaux et séparatistes reprogrammés au service de la population de Plazir-15 sont victimes de dangereux  dysfonctionnements. Leur enquête les mènera à comprendre qu'un composant nécessaire au fonctionnement des droïdes, le lubrifiant Népenthès, a été corrompu par des nano-droïdes introduits par le chef de la sécurité, le Commissaire Helgait qui se révèle être un séparatiste. Ils procèdent à son arrestation et l'emmènent devant la Duchesse et son compagnon. Bo-Katan se voit remettre les clés de Plazir-15, Grogu est fait chevalier. 

### Chapitre 23:Les Espions
- Mondial : 12 avril 2023 sur Disney+

Elia Kane, l'« amnistie G68 » , s'avère être l'espionne du Moff Gideon, qu'elle contacte discrètement par hologramme, cachée dans une ruelle des bas-fonds de Coruscant. Elle lui révèle que leurs alliés Pirates ont été défaits sur Nevarro et que ce ne sont pas les troupes de la Nouvelle République qui les ont battus, mais le groupe de Mandaloriens commandé par Bo-Katan Kryze appuyée par Din Djarin. Gideon rejoint ensuite une réunion « virtuelle » des seigneurs de guerre, c'est-à-dire d'anciens commandants de l'armée impériale qui complotent contre la Nouvelle République. Il interroge le capitaine Gilad Pellaeon sur l'absence du Grand Amiral Thrawn, suggérant que ce « Conseil de L'Ombre » devrait choisir un nouveau leader ; l'un des membres du conseil, le commandant Brendol Hux stipule que le Projet Nécromancien y pourvoira. Tous conviennent d'après le rapport de Gideon, qu'ils doivent avant toute chose se débarrasser des Mandaloriens, les éliminer tous, ce dont se fait fort Gideon pour peu que ses « collègues » lui envoient les renforts en matériel et en soldats issus de la « garde prétorienne » qu'il réclame. 
La flotte mandalorienne récupérée par Bo-Katan arrive au-dessus de Nevarro, elle va rejoindre le clan dirigé par l'Armurière. Din Djarin vient saluer son ami Greef Karga qui a pour lui un cadeau : le droïde IG-11 aménagé par les Anzellans devenu IG-12 qui possède désormais au niveau du torse un « poste de pilotage » dans lequel peut se loger Grogu, pour se déplacer, se défendre et même parler à travers son système, à coups de « oui » ou de « non ». Réunis sous la bannière de Bo-Katan désormais propriétaire du Sabre Noir, tous les Mandaloriens conviennent avec elle qu'ils doivent reconquérir leur planète Mandalore. La flotte va se mettre en orbite autour, et des volontaires vont descendre au sol en éclaireurs : parmi eux, avec Bo-Katan se trouvent Din Djarin et Grogu, Paz Vizsla, l'Armurière ainsi que Axe Woves et Koska Reeves. Ceux-ci, arrivés au sol, repèrent un curieux vaisseau à voile de surface qui glisse sur le sol vitrifié de la planète et qui est mené par des survivants mandaloriens qui n'ont jamais quitté les lieux. Tous embarquent à bord en direction de la Grande Forge où veut se rendre Bo-Katan. Paz Vizsla et Axe Woves se fâchent alors qu'ils jouent à un jeu s'apparentant aux échecs et commencent à se battre violemment, seulement séparés par IG-12/Grogu qui répète « non, non, non... ».  Proche de sa destination, le vaisseau est détruit par une créature monstrueuse émergeant du sol. 

### Chapitre 24:Le Retour
- Mondial : 19 avril 2023 sur Disney+

Tandis que le groupe emmené par Bo-Katan s'échappe dans les cavernes de Mandalore, et que cette dernière prévient Axe Woves (en vol avec son jetpack vers la haute atmosphère) que leur flotte vers laquelle il se dirige va être attaquée, Din Djarin est emmené par deux Stormtroopers vers la salle de debriefing. Il se rebelle et parvient à se battre contre eux. Lorsque l'un d'eux lance un filin pour l'étrangler, Grogu, aux commandes de IG-12 - qui a quitté le groupe pour venir à sa rescousse - réussit à le neutraliser. Libéré, Mando lui dit que leur mission est maintenant de trouver Moff Gideon et de l'éliminer, sinon « ça ne finira jamais ».   
Axe Woves sort dans la haute atmosphère et prévient la flotte de l'attaque imminente, lui donnant l'ordre d'évacuer le vaisseau amiral, et aux Mandaloriens de foncer vers les chasseurs « Gauntlet » pour les piloter vers la surface et apporter des renforts à Bo-Katan. Woves reste seul à bord du vaisseau amiral bombardé par les intercepteurs et bombardiers TIE, avec le but de l'écraser sur la base secrète de Moff Gideon et de la détruire. Mando se sert de R5-D4 en lui demandant de localiser le poste de commandement de Moff Gideon. Parvenu à proximité, il se retrouve devant un couloir barré de panneaux laser. Il demande au droïde de les désactiver un à un, éliminant les soldats qui se trouvent sur son passage. Quand les barrières ont toutes disparu, il arrive avec Grogu dans une salle où se trouvent des cuves contenant des clones de Gideon. Il les détruit. Le groupe de Bo-Katan arrive dans un espace de verdure sous-terrain qui est un des habitats des survivants, lesquels expliquent qu'il s'agit de fermes, et qu'il y en a d'autres sur toute la planète.  
Le gros des troupes mandaloriennes qui occupaient la flotte en orbite arrive en renfort, et tous s'empressent de pénétrer dans la base pour affronter et dominer l'armée de Gideon. Dans la salle de commande, Din Djarin fait enfin face au personnage maléfique dont la force est décuplée par son armure en Beskar. Les redoutables trois gardes prétoriens se joignent au combat, et quand l'un d'eux transperce Mando avec sa vibrolame, Grogu intervient en criant "non !". Les gardes dans leurs habits rouges se détournent alors de Mando pour le poursuivre, l'acculant dans une salle dont la porte se referme. Ils détruisent IG-12, Grogu tente de se défendre avec la Force. Gideon a le dessus sur Mando quand Bo-Katan vient à la rescousse. Elle lui dit d'aller sauver son enfant et qu'elle va s'occuper seule de Gideon. Din et Grogu se battent contre les gardes prétoriens, le petit être vert aide son tuteur avec la Force et tous deux en viennent à bout. Pendant ce temps, Bo-Katan est en difficulté avec Gideon qui parvient à détruire le Sabre Noir. Toutefois, Mando se joint à elle au moment où le vaisseau-amiral, dont la chute a été guidée par Axe Woves, va s'écraser sur la base. L'immense explosion détruit tout et emporte Moff Gideon, tandis que Grogu crée une bulle de Force au milieu du souffle et des flammes pour protéger Bo-Katan et Din Djarin. 

## Production
Le tournage des huit épisodes a commencé en octobre 2021 et s'est achevé fin mars 2022 et la première bande-annonce de la saison est sortie septembre 2022. Le premier épisode est montré sur Disney+ le 1er mars 2023.